# Liste der Monuments historiques in Favresse
Die Liste der Monuments historiques in Favresse führt die Monuments historiques in der französischen Gemeinde Favresse auf.

## Liste der Immobilien
| Bezeichnung      | Beschreibung           | Standort          | Kennzeichnung | Schutzstatus | Datum | Bild           |
| ---------------- | ---------------------- | ----------------- | ------------- | ------------ | ----- | -------------- |
| Kirche St-Martin | ab dem 13. Jahrhundert | Grande-Rue (Lage) | PA00078709    | Classé       | 1915  | weitere Bilder |

## Liste der Objekte
| Bezeichnung     | Beschreibung                       | Standort                       | Kennzeichnung | Schutzstatus | Datum | Bild |
| --------------- | ---------------------------------- | ------------------------------ | ------------- | ------------ | ----- | ---- |
| Zwei Chorhocker | Holz, Anfang des 19. Jahrhunderts  | in der Kirche St-Martin (Lage) | PM51002126    | Inscrit      | 1974  |      |
| Kruzifix (1)    | Holz, 15. oder 16. Jahrhundert     | in der Kirche St-Martin (Lage) | PM51000424    | Classé       | 1966  |      |
| Kruzifix (2)    | Holz, 14. Jahrhundert              | in der Kirche St-Martin (Lage) | PM51000422    | Classé       | 1911  |      |
| Taufbecken      | Stein, Holzdeckel, 17. Jahrhundert | in der Kirche St-Martin (Lage) | PM51000423    | Classé       | 1966  |      |